# Adafina
La adafina es un cocido de garbanzos elaborado con carne de cordero. Es un plato muy popular entre los judíos sefarditas debido a que por tradición se elabora en una olla de barro durante la noche del viernes y se come durante el Shabat (Sábado en el judaísmo). Figura en algunas referencias antiguas; también denominado como Adefina, la palabra tiene como origen la palabra árabe dafīnah (الدفينة), que significa tesoro, enterrado o escondido. Se trata de un cocido que forma parte de un único plato que se sirve caliente.

## Historia y literatura
La adefina era un cocido muy popular a comienzos del siglo XV en la cocina sefardí, y de esta forma se pueden encontrar numerosas referencias literarias españolas de la época como en la "Crónica de los Reyes Católicos" que Andrés Bernaldez menciona que: "Nunca perdieron en el comer la costumbre judaica de manjares y olleta adefina" en el que aparece una clara relación entre este plato y la cultura culinaria sefardí, en el Cancionero General en el que motejando de judío a Juan Poeta se dice:

El ara que es consagrada

Y de piedra dura y fina

De vuestra mano tocada,

En un punto fue tornada

Ataifor con Adafina.

La adefina se registra en los Cantares (copla 755) del arcipreste de Hita mostrando el carácter sefardí:

Algunos en sus casas pasan dos sardinas,

En agenas posadas demandan gollerías,

Desechan el carnero, piden las adefinas,

Desían que non combrian tosino sin gallinas.

Existen referencias en la La Lozana andaluza de Francisco Delicado y en el Libro de buen amor.

## Características y formas de servido
Los ingredientes de la adafina deben ser kosher de acuerdo con las normas judaicas y por esta razón se incluyen los garbanzos acompañados de otros ingredientes como las alubias, arroz y la carne de cordero (tratada convenientemente a la manera kosher). Según receta puede contener cebollas, nabos y otras verduras que se suele condimentar con diversas especias: generalmente canela y clavo de olor. El recipiente empleado para la realización del potaje suele ser una olla de barro que antiguamente se dejaba junto al fogón mientras se cocinaba lentamente toda la noche del viernes (antes del Sabat) y parte del día siguiente. 
La adafina se sirve caliente y tiene el denominado rito de los tres vuelcos (similar en otros cocidos) en el que primero se toma la sopa y posteriormente la carne y la verdura.

## Variantes en otras gastronomías
Existen variantes en otras gastronomías, de las cuales posiblemente los cocidos judíos de cada país fueran un influencia. No obstante muchos de ellos contienen elementos no kosher y hace pensar que son variantes posteriores. todos ellos tienen en común ser tradicionales en sus respectivas comunidades:
- España - En la cocina madrileña uno de los herederos de este plato es el Cocido madrileño, de la misma forma el puchero andaluz, la olla podrida, los cocidos morañego y maragato de Castilla y León, los potes gallego y asturiano, etc.
- Francia - El tradicional Pot au feu
- Alemania - En la cocina de Baja Sajonia el tradicional Steckrübeneintopf
- Marruecos - Se sigue preparando una variante del mismo nombre, y con seguridad herencia de los españoles expulsados y refugiados allí.